# Scolymia lacera
Espèce
Statut CITES
Scolymia lacera est une espèce de coraux appartenant à la famille des Mussidae.